# 5001 EMP
5001 EMP — астероїд головного поясу, відкритий 19 вересня 1987 року.
Тіссеранів параметр щодо Юпітера — 3,323.